# Prinsesse Zelda
Prinsesse Zelda er en fiktiv person fra The Legend of Zelda-universet. Hun er medlem af den kongelige familie i Hyrule og har en nøgleposition i spillets historie. Hun bliver ofte kidnappet af den onde Ganondorf eller Ganon som han også bliver kaldt. Det er så op til spillet hovedperson Link at redde hende.
Trods hendes rolle som den smukke prinsesse i nød, er hun langtfra svagelig. Prinsesse Zelda besidder stærke magiske kræfter som hun får fra sin del af Tremagten, også kaldet The Triforce.

## Medvirkende i andre spil
Prinsesse Zelda medvirker i kamp-spillet Super Smash Bros. Melee hvor hun foruden sine magiske angreb kan forvandle sig til sit alter ego Sheik. Dette blev dog lavet om i Super Smash Bros. for Nintendo 3DS og Wii U, hvor de blev to separate fighters. Begge karakterer har været med siden Super Smash Bros. Melee.